# Gudrun Tossing
Gudrun Tossing (geb. Johann, * 1952 in Haan, Rheinland) ist eine deutsche Autorin und Wissenschaftlerin.

## Leben
Gudrun Tossing ist in Solingen aufgewachsen, wo sie heute lebt. Sie studierte an der Heinrich-Heine-Universität Düsseldorf Chemie, war dort nach ihrem Abschluss mit Diplom mehrere Jahre als wissenschaftliche Mitarbeiterin in Forschung und Lehre tätig und wurde 1983 promoviert. Naturwissenschaftlichen Forschungsergebnisse sind als Veröffentlichungen über die Bibliothek der Heinrich-Heine-Universität Düsseldorf für Gudrun Tossing aufgelistet.
Ab 1984 arbeitete sie bei der deutschen Tochterfirma eines US-amerikanischen Pharmaunternehmens mit Sitz in München als Projektmanagerin und nachfolgend als Medical Manager. Auch während ihrer medizinisch-wissenschaftlichen Laufbahn publizierte sie zahlreiche Artikel in deutsch- und englischsprachigen Fachjournalen sowie Reviews und Buchkapitel. Sie war 1995 Mitbegründerin des medizinischen Journals „Onkologie Service aktuell“, Springer Science+Business Media Berlin/Heidelberg, und für die ersten drei Jahre seines Bestehens dessen Co-Editorin.
Später beteiligte sie sich mit eigenen Beiträgen an nationalen und internationalen Fachkonferenzen zum Thema Onkologie und Infektiologie und veröffentlichte ihre Ergebnisse in Kongressberichten, wie es auch aus einer Aufstellung von PubMed, hervorgeht – einer textbasierten Meta-Datenbank, die von den National Institutes of Health der Vereinigten Staaten betrieben wird.
In den von ihr häufig auch privat bereisten nordamerikanischen Ländern USA und Kanada notierte sie sich Eindrücke, Erlebnisse und Anekdoten in Reisetagebüchern, um sie in guter Erinnerung zu behalten. Ab 2012 begann sie, diese Aufzeichnungen belletristisch zu bearbeiten und veröffentlichte in Deutsch und in Amerikanischem Englisch die nach ihr benannten „Tossing Tales“, eine Sammlung von satirischen Kurzgeschichten, die zwischen 2012 und 2016 als Buchreihe im KUUUK Verlag, Königswinter, erschien. Während sie Satire und Glosse unter ihrem Echtnamen schreibt, veröffentlicht sie jeweils unter einem offenen Pseudonym Thriller und kriminale Romane. Seit dem Jahr 2020 ediert sie ebenfalls Zeitzeugenberichte ihrer im Jahr 1933 geborenen Mutter.
Neben Tossings Zugehörigkeit zu verschiedenen medizin- und naturwissenschaftlichen Dachverbänden, wie zum Beispiel der Gesellschaft Deutscher Chemiker, GDCh e. V., und der American Association for Cancer Research, AACR, ist sie Mitglied im Verband deutscher Schriftstellerinnen und Schriftsteller (VS in ver.di) und bei den Mörderischen Schwestern e. V.

## Veröffentlichungen (als Wissenschaftlerin)
- Stereochemische Untersuchungen an diastereomeren Organophosphorverbindungen, Düsseldorf, Universität, Dissertation, 215 S., 1983
- Immune deficiency and its relation to lymphoid and other malignancies, Annals of Hematology, November 1996, 73(4):163-7
- The Role of Endogenous Interferon-alpha in HIV-Infection and Autoimmune Diseases – An Overview, Chapter 2 in: Interferons C. Aul, W. Schneider (Eds.), ISBN 3-540-61051-0, Springer, Berlin, Heidelberg 1997, pp 14-25
- New developments in interferon therapy, Literature Review, March 2001, European Journal of Medical Research 6(2):47-65
- How Interferon was made, Recension, Trends in Pharmacological Sciences, Forum Vol. 22, Issue 11, p 594, Nov. 2001

## Buchveröffentlichungen (als Autorin und Herausgeberin)
- Fish Tales & Coyote Stories – Amüsantes und Kurioses für USA-Reisende, 287 Seiten, KUUUK Verlag, Königswinter 2012, ISBN 978-3-939832-47-8
- Gold Tales – Storys vom Suchen und Finden (Unglaubliche Geschichten aus dem Westen der USA), 314 Seiten, KUUUK Verlag, Königswinter 2013, ISBN 978-3-939832-56-0
- Als Jeff Sailor, Jenseits von Jenen, Hommage an J.S., Roman, 410 Seiten, KUUUK Verlag, Königswinter 2013, ISBN 978-3-939832-61-4
- Fish Tales & Coyote Stories – Two Germans in the Wild, Wild West, English Version, 268 pages, translated from German by Gudrun Tossing, ed. by Janet M. Davis, KUUUK Publishers, Königswinter 2014, ISBN 978-3-939832-60-7
- Pink Tales, Storys von Flo-Flo-Florida (Kuriose Geschichten von Inseln, Stränden und Sümpfen), 300 Seiten, KUUUK Verlag, Königswinter 2014, ISBN 978-3-939832-73-7
- Als Alissa Carpentier, Stark-Sturm, Hommage an A.C., Roman, 401 Seiten, illustriert mit 45 Federzeichnungen der Autorin, KUUUK Verlag, Königswinter 2016, ISBN 978-3-939832-88-1
- Als Jeff Sailor, Schlangen-Grab, kriminaler Roman, 404 Seiten, Fehnland Verlag, Rhauderfehn 2019, ISBN 978-3-94722-042-7
- Als Herausgeberin von Annemarie Johann-Wessel, Unter der Sonne, die nicht schien – Meine Kinder- und Jugendjahre von 1938 bis 1948 als Chronik einer Verblendung, Memoire (mit einem Vorwort von Dr. Horst Sassin), 204 Seiten, tredition-Verlag, Hamburg 2020, ISBN 978-3-347-12232-1
- Als Herausgeberin von Annemarie Johann-Wessel, Reise durch das größte Land der Erde – Eine Studienfahrt im Jahr 1978 hinter den Eisernen Vorhang, Memoire (mit einem Nachwort von Dr. Gudrun Tossing), 153 Seiten, tredition-Verlag, Hamburg 2024, ISBN 978-3-384-21946-6
- "Die Post-Possen-Glosse", Satire, 82 Seiten, KUUUK Verlag, Königswinter 2024, ISBN 978-3-96290-042-7